# ドミニカ共和国におけるコーヒー生産
ドミニカ共和国におけるコーヒー生産は、イスパニョーラ島の面積の半分以上を占める山岳地域を中心に行われている。ドミニカ共和国でコーヒーの栽培が開始されたのは1975年のことであり、マルティニークのコーヒー豆よりも大きく濃厚である。ドミニカ共和国での栽培の中心となっている種は、国際的に「マイルド」として知られているアラビカ種である。ロブスタ種の栽培も行われているが、その割合は1.3%に過ぎず、地産地消されている。

## 歴史
ドミニカ共和国でコーヒーの栽培が開始されたのは1975年のことであり、小規模農家にとって重要な作物であった。 コーヒーの輸出は1872年頃に開始された。20世紀初頭には、コーヒーはシバオを中心としたプエルトプラタ州での栽培が始まった。1990年のドミニカ共和国のコーヒー輸出量は3,951,539ポンド (1,792,388 kg)であった。1918年時点での主要な生産地はモカ、サンティアゴ・デ・ロス・カバリェロス、バニで、プエルトプラタの輸出量の約66%を占めた。
コーヒープランテーションの面積は農地全体の面積の約3%にあたる120,000ヘクタール (300,000エーカー)であったが、1981年までに作付面積は大幅に減少した。しかし生産高は現代技術の導入により、概して同水準を保持した。コーヒーの主要な生産地は5つあり、そのうち中央山岳地域、北部山岳地域、ネイバ山岳地域、ボオルコ山岳地域の4地域は高山地帯にある。4万から5万人のコーヒー農家が営農している。

## 生産量
2013年の国際連合食糧農業機関（FAO）の統計によると、ドミニカ共和国のコーヒー生産量は10,100ショートトン (9,200 t)であり、全世界の生産量の約0.1%であった。作付面積は22,400ヘクタール (55,000エーカー)であり、1haあたりの生産量は451キログラム (994 lb)であった。

## 脚註
- この記事には現在パブリックドメインとなったInternational Bureau of the American Republics's Santo Domingo (1892)からの記述が含まれています。

- この記事には現在パブリックドメインとなったPan American Union's Coffee: Extensive Information and Statistics (1902)からの記述が含まれています。

1. 1 2  Pan American Union 1902, p. 41.
2. ↑  Siegel & Alwang 2004, p. 32.
3. 1 2  Siegel & Alwang 2004, pp. 30–31.
4. ↑  Schoenrich 1918, p. 157.
5. ↑  “Dominican Republic: Coffee, green, production quantity (tons)”.   Factfish.com. 2015年6月3日閲覧。

参考文献
- Pan American Union (1902). Coffee: Extensive Information and Statistics (Public domain ed.). U.S. Government Printing Office
- Schoenrich, Otto (1918). Santo Domingo: A Country with a Future (Public domain ed.). Macmillan
- Siegel, Paul; Alwang, Jeffrey R. (2004). Export Commodity Production and Broad-based Rural Development: Coffee and Cocoa in the Dominican Republic. World Bank Publications